# Thamnodynastes hypoconia
Espèce
Synonymes
- Tachymenis hypoconia Cope, 1860

Thamnodynastes hypoconia  est une espèce de serpents de la famille des Dipsadidae.

## Répartition
Cette espèce se rencontre :
- au Brésil dans les États de Rio Grande do Sul, de Bahia et de Goiás ;
- au Paraguay ;
- en Uruguay ;
- en Argentine dans les provinces de Formosa, du Chaco, de Corrientes, de Misiones, d'Entre Ríos, de Santa Fe, de Buenos Aires et de Córdoba.

## Description
C'est un serpent vivipare.

## Publication originale
- Cope, 1860 : Catalogue of the Colubridae in the Museum of the Academy of Natural Sciences of Philadelphia, with notes and descriptions of new species. Part 2. Proceedings of the Academy of Natural Sciences of Philadelphia, vol. 12, p. 241-266 (texte intégral).